# Dżau
Dżau – wezyr władców starożytnego Egiptu Merenre I i Pepiego II.
Był synem wysokiego dostojnika, prawdopodobnie nomarchy z Abydos, o imieniu Chui. Siostrami Dżaua był żony Pepiego I: Anchnesmerire I i Anchnesmerire II. Przyznanie mu godności wezyra było kolejnym dowodem istotnego wzrostu znaczenia jego rodziny. Będąc już wezyrem, został opiekunem małego Pepiego II po jego wstąpieniu na tron, wspomagając swoją siostrę, a w tej sytuacji królową-wdowę i regentkę, Anchnesmerire II w rządach nad krajem.